# Artannes-sur-Thouet
Artannes-sur-Thouet is een gemeente in het Franse departement Maine-et-Loire (regio Pays de la Loire) en telt 399 inwoners (1999). De plaats maakt deel uit van het arrondissement Saumur.

## Geografie
De oppervlakte van Artannes-sur-Thouet bedraagt 6,6 km², de bevolkingsdichtheid is 60,5 inwoners per km².

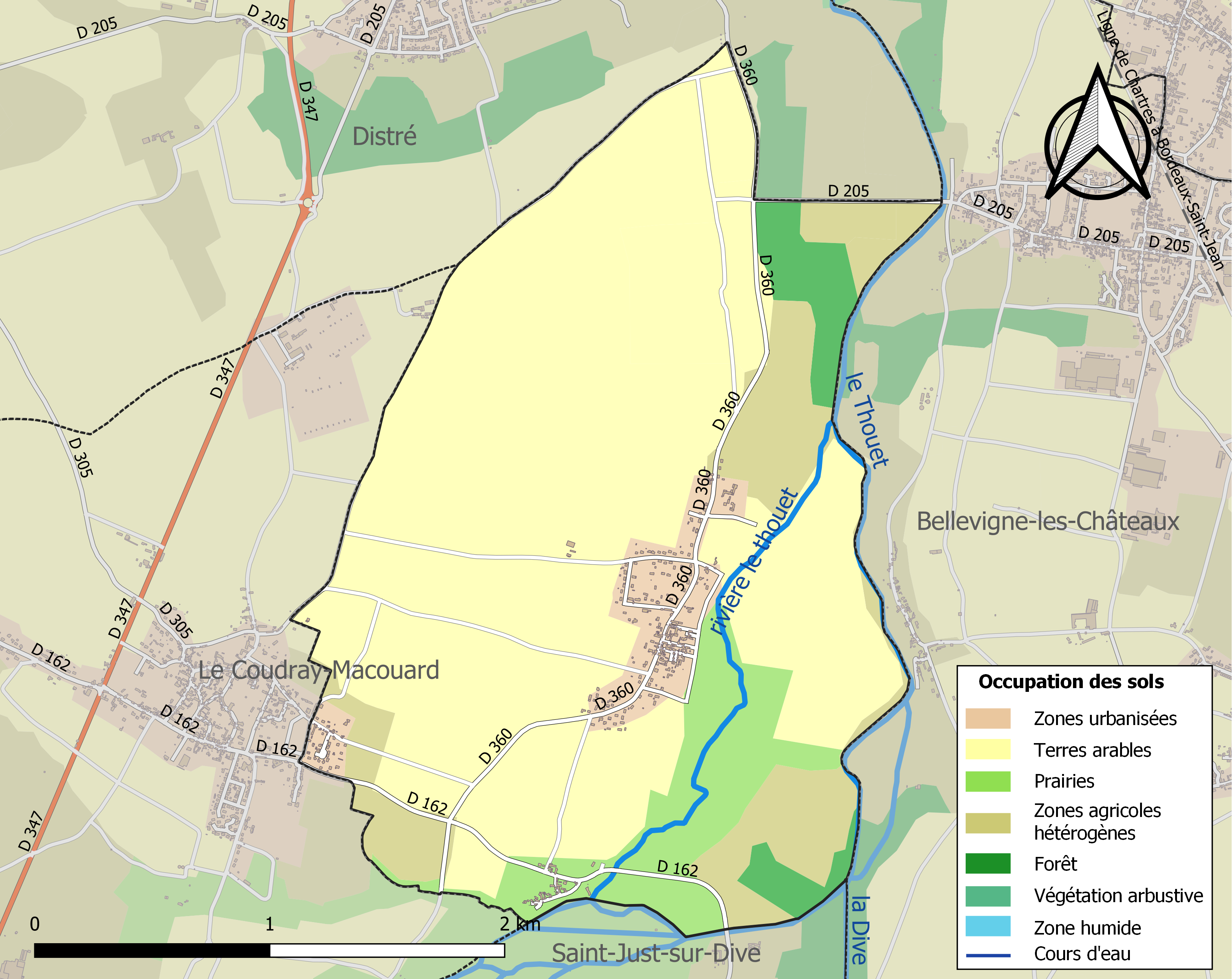
Kaart van de gemeente met de belangrijkste infrastructuur, bodemgebruik en omliggende gemeenten

## Demografie
Onderstaande figuur toont het verloop van het inwonertal (bron: INSEE-tellingen).